# Dragoste, moarte & roboți
Dragoste, moarte & roboți (engleză  Love, Death & Robots, stilizat ca LOVE DEATH + ROBOTS) este un serial de televiziune american antologic de animație pentru adulți produs pentru Netflix. Primul sezon de 18 episoade a fost lansat la 15 martie 2019.  Serialul este produs de Joshua Donen, David Fincher, Jennifer Miller și Tim Miller. Fiecare episod a fost animat de echipe diferite dintr-o serie de țări. Serialul este o re-imaginare de lungă durată a filmului  Heavy Metal de Fincher și Miller. Netflix a lansat primul trailer al serialului pe 14 februarie 2019.
În iunie 2019, Netflix a reînnoit serialul pentru un al doilea sezon, care a fost lansat pe 14 mai 2021. Sezonul 3 a fost lansat pe 20 mai 2022, și include o continuare a unui episod din primul sezon. În august 2022, serialul a fost reînnoit pentru sezonul 4.

## Context
În martie 2008, a fost anunțat că David Fincher intenționează să colaboreze cu Tim Miller și Kevin Eastman pentru a produce opt sau nouă filme scurte de animație, inspirate de revista Heavy Metal. Revista Heavy Metal, bazată pe revista franceză de cărți de benzi desenate Métal Hurlant, publică benzi desenate și povestiri în genul science fiction și fantasy cu povestiri erotice și brutale, concepute pentru o audiență adultă. Pe baza acestor povestiri grafice din reviste au mai fost create și filmele Heavy Metal, Heavy Metal 2000 sau serialul TV  Cronicile Heavy Metal.
Episoadele au fost produse de diverse studiouri: Blur Studio (SUA), Blow Studio (Spania), Pinkman.TV (SUA), Studio La Cachette (Franța), Unit Image (Franța), Red Dog Culture House (Coreea de Sud), Able & Baker (Spania), Axis Studios (Regatul Unit), Platige Image Studio (Polonia), Sony Pictures Imageworks (Canada), Passion Animation Studios (Regatul Unit), Elena Volk (Rusia), Sun Creature Studio (Danemarca) și Digic Pictures (Ungaria). Episodul 16, „Ice Age” (în care joacă actorii Mary Elizabeth Winstead și Topher Grace) este produs de trei studiouri: Digic Pictures (Ungaria), Blur Studio (SUA) și Atomic Fiction (Canada).

## Episoade
| Volum | Volum | Episoade | Episoade | Premiera TV    | Premiera TV |
| ----- | ----- | -------- | -------- | -------------- | ----------- |
|       | 1     | 18       | 18       | 15 martie 2019 |             |
|       | 2     | 8        | 8        | 14 mai 2021    |             |
|       | 3     | 9        | 9        | 20 mai 2022    |             |
|       | 4     | 10       | 10       | 15 mai 2025    |             |

### Volumul 1 (2019)
Numărătoarea episoadelor reflectă ordinea originală de pe Netflix. Această ordine a fost schimbată mai târziu de Netflix.
| Nr. în serial | Nr. în sezon | Titlu                           | Regizat de                                                  | Scenariu adaptat de | Bazat pe o poveste de | Studio(uri) de animație                   | Data lansării  | Durata    |
| --- | ------------ | ------------------------------- | ----------------------------------------------------------- | ------------------- | --------------------- | ----------------------------------------- | -------------- | --------- |
| 1 | 1            | „Atuul lui Sonnie”              | Dave Wilson                                                 | Philip Gelatt       | Peter F. Hamilton     | Blur Studio                               | 15 martie 2019 | 17 minute |
| În lumea luptelor ilegale cu „bestiuțe”, Sonnie e de neînvins… atâta timp cât nu-și pierde atuul.                                   |              |                                 |                                                             |                     |                       |                                           |                |           |
| 2 | 2            | „Cei trei roboți”               | Victor Maldonado & Alfredo Torres                           | Philip Gelatt       | John Scalzi           | Blow Studio                               | 15 martie 2019 | 12 minute |
| La multă vreme după dispariția omenirii, trei roboți încep turul de vizitare a unui oraș post-apocaliptic.                          |              |                                 |                                                             |                     |                       |                                           |                |           |
| 3 | 3            | „Martora”                       | Alberto Mielgo                                              | Alberto Mielgo      | N/A                   | pinkman.tv                                | 15 martie 2019 | 12 minute |
| După ce asistă la o crimă brutală, o femeie este urmărită de ucigaș pe străzile unui oraș ireal.                                    |              |                                 |                                                             |                     |                       |                                           |                |           |
| 4 | 4            | „Costume mecanizate”            | Franck Balson                                               | Philip Gelatt       | Steven Lewis          | Blur Studio                               | 15 martie 2019 | 17 minute |
| Fermierii unei comunități își apără familiile împotriva unei invazii extraterestre îmbrăcați în costume robotice.                   |              |                                 |                                                             |                     |                       |                                           |                |           |
| 5 | 5            | „Mâncătorul de suflete”         | Owen Sullivan                                               | Philip Gelatt       | Kirsten Cross         | Studio La Cachette                        | 15 martie 2019 | 13 minute |
| Trezit la viață în urma unei săpături arheologice, un demon setos de sânge luptă cu mercenari înarmați cu… pisici?                  |              |                                 |                                                             |                     |                       |                                           |                |           |
| 6 | 6            | „Iaurtul la putere”             | Victor Maldonado și Alfredo Torres                          | Janis Robertson     | John Scalzi           | Blow Studio                               | 15 martie 2019 | 6 minute  |
| Oamenii de știință creează un iaurt super-inteligent care, în curând, va dori cu ardoare să domine lumea.                           |              |                                 |                                                             |                     |                       |                                           |                |           |
| 7 | 7            | „Dincolo de constelația Aquila” | Léon Bérelle, Dominique Boidin, Rémi Kozyra și Maxime Luère | Philip Gelatt       | Alastair Reynolds     | Unit Image, Franța                        | 15 martie 2019 | 17 minute |
| Trezit după un parcurs în derivă ce a durat ani-lumină, echipajul unei nave spațiale vrea să afle unde a ajuns.                     |              |                                 |                                                             |                     |                       |                                           |                |           |
| 8 | 8            | „Spor la vânătoare”             | Oliver Thomas                                               | Philip Gelatt       | Ken Liu               | Red Dog Culture House                     | 15 martie 2019 | 17 minute |
| Fiul unui vânător de spirite leagă o prietenie cu o creatură metamorfică numită hulijing.                                           |              |                                 |                                                             |                     |                       |                                           |                |           |
| 9 | 9            | „Groapa de gunoi”               | Javier Recio Gracia                                         | Philip Gelatt       | Joe Lansdale          | Able & Baker                              | 15 martie 2019 | 10 minute |
| Dave cel urât locuiește într-o groapă de gunoi și nu vrea ca un inspector de salubritate s-o facă dispărută.                        |              |                                 |                                                             |                     |                       |                                           |                |           |
| 10 | 10           | „Metamorfii”                    | Gabriele Pennacchioli                                       | Philip Gelatt       | Marko Kloos           | Blur Studio                               | 15 martie 2019 | 16 minute |
| Undeva în Afganistan, doi soldați cu puteri supranaturale au de înfruntat unul de-ai lor.                                           |              |                                 |                                                             |                     |                       |                                           |                |           |
| 11 | 11           | „O mână de ajutor”              | Jon Yeo                                                     | Philip Gelatt       | Claudine Griggs       | Axis Studios                              | 15 martie 2019 | 10 minute |
| Pierdută pe orbită, o astronaută are de ales între viață și o parte a trupului înainte de a rămâne fără oxigen.                     |              |                                 |                                                             |                     |                       |                                           |                |           |
| 12 | 12           | „Noaptea peștilor”              | Damian Nenow                                                | Philip Gelatt       | Joe Lansdale          | Platige Image Studio                      | 15 martie 2019 | 10 minute |
| După ce li se strică mașina în deșert, doi agenți de vânzări fac o călătorie fantastică la începutul timpului.                      |              |                                 |                                                             |                     |                       |                                           |                |           |
| 13 | 13           | „Treisprezece Norocos”          | Jerome Chen                                                 | Philip Gelatt       | Marko Kloos           | Sony Pictures Imageworks                  | 15 martie 2019 | 13 minute |
| Nava Treisprezece Norocos a pierdut două echipaje și niciun pilot n-o vrea… dar începătorii n-au de ales.                           |              |                                 |                                                             |                     |                       |                                           |                |           |
| 14 | 14           | „Zima Blue”                     | Robert Valley                                               | Philip Gelatt       | Alastair Reynolds     | Passion Animation Studios                 | 15 martie 2019 | 10 minute |
| Renumitul artist Zima își rememorează trecutul și drumul spre celebritate înainte de a-și dezvălui ultima creație.                  |              |                                 |                                                             |                     |                       |                                           |                |           |
| 15 | 15           | „Unghiul mort”                  | Vitaliy Shushko                                             | Vitaliy Shushko     | N/A                   | Elena Volk's Independent Studio           | 15 martie 2019 | 8 minute  |
| O gașcă de hoți-cyborg pun la cale jefuirea în viteză a unui convoi puternic blindat.                                               |              |                                 |                                                             |                     |                       |                                           |                |           |
| 16 | 16           | „Epoca de gheață”               | Tim Miller                                                  | Philip Gelatt       | Michael Swanwick      | Digic Pictures Blur Studio Atomic Fiction | 15 martie 2019 | 10 minute |
| Un cuplu care tocmai s-a mutat într-un apartament descoperă o civilizație care progresează rapid în interiorul unui frigider vechi. |              |                                 |                                                             |                     |                       |                                           |                |           |
| 17 | 17           | „Istorii alternative”           | Victor Maldonado și Alfredo Torres                          | Philip Gelatt       | John Scalzi           | Sun Creature Studio                       | 15 martie 2019 | 7 minute  |
| Vreți să râdeți de Hitler care moare în toate felurile? Acum e posibil. Bun venit în Multiversitate!                                |              |                                 |                                                             |                     |                       |                                           |                |           |
| 18 | 18           | „Războiul secret”               | István Zorkóczy                                             | Philip Gelatt       | David W. Amendola     | Digic Pictures                            | 15 martie 2019 | 16 minute |
| Unități de elită ale Armatei Roșii luptă cu un demon păgân în pădurile străvechi ale Siberiei.                                      |              |                                 |                                                             |                     |                       |                                           |                |           |

### Volumul 2 (2021)
| Nr. în serial | Nr. în sezon | Titlu                               | Regizat de                                                  | Scenariu adaptat de      | Bazat pe o poveste de | Studio(uri) de animație   | Data lansării | Durata    |
| --- | ------------ | ----------------------------------- | ----------------------------------------------------------- | ------------------------ | --------------------- | ------------------------- | ------------- | --------- |
| 19 | 1            | „Asistență automată pentru clienți” | Meat Dept                                                   | John Scalzi și Meat Dept | John Scalzi           | Atoll Studio              | 14 mai 2021   | 12 minute |
| Dacă dispozitivul de curățare a casei încearcă să te omoare, apasă tasta 3.                                                                                 |              |                                     |                                                             |                          |                       |                           |               |           |
| 20 | 2            | „Gheața”                            | Robert Valley                                               | Philip Gelatt            | Rich Larson           | Passion Animation Studios | 14 mai 2021   | 12 minute |
| Doi frați aflați departe de casă se alătură localnicilor „îmbunătățiți” genetic într-o cursă mortală.                                                       |              |                                     |                                                             |                          |                       |                           |               |           |
| 21 | 3            | „Doar copii”                        | Jennifer Yuh Nelson                                         | Philip Gelatt            | Paolo Bagicalupi      | Blur Studio               | 14 mai 2021   | 17 minute |
| Un polițist însărcinat să lupte împotriva suprapopulării este răscolit de aspectul inuman al muncii sale.                                                   |              |                                     |                                                             |                          |                       |                           |               |           |
| 22 | 4            | „Recompensa”                        | Leon Berelle, Dominique Boidin, Remi Kozyra și Maxime Luere | Philip Gelatt            | Neal Asher            | Unit Image                | 14 mai 2021   | 17 minute |
| Toți vânătorii de recompense din galaxie se calcă în picioare pentru a ajunge la Snow.                                                                      |              |                                     |                                                             |                          |                       |                           |               |           |
| 23 | 5            | „Iarba înaltă”                      | Simon Otto                                                  | Philip Gelatt            | Joe Lansdale          | Axis Animation            | 14 mai 2021   | 10 minute |
| Traversând un câmp cu iarbă înaltă, un bărbat este captivat de apariția unor lumini stranii în depărtare.                                                   |              |                                     |                                                             |                          |                       |                           |               |           |
| 24 | 6            | „De prin nămeți”                    | Elliot Dear                                                 | Philip Gelatt            | Joachim Heijndermands | Blink Industries          | 14 mai 2021   | 6 minute  |
| În Ajunul Crăciunului, doi copii se furișează la parter pentru a-l zări pe Moș Crăciun. O poveste denaturată, doar pentru adulți.                           |              |                                     |                                                             |                          |                       |                           |               |           |
| 25 | 7            | „Salvarea”                          | Alex Beaty                                                  | Philip Gelatt            | Harlan Ellison        | Blur Studio               | 14 mai 2021   | 13 minute |
| După ce nava lui se prăbușește pe o planetă stâncoasă, un pilot se confruntă cu un pericol neașteptat, apărut din tenebrele locului în care se adăpostește. |              |                                     |                                                             |                          |                       |                           |               |           |
| 26 | 8            | „Uriașul înecat”                    | Tim Miller                                                  | Tim Miller               | J. G. Ballard         | Blur Studio               | 14 mai 2021   | 13 minute |
| Corpul unui tânăr uriaș este adus la țărm de valuri și îi fascinează pe localnici.                                                                          |              |                                     |                                                             |                          |                       |                           |               |           |

### Volumul 3 (2022)
| Nr. în serial | Nr. în sezon | Titlu                                            | Regizat de               | Scenariu adaptat de         | Bazat pe o poveste de     | Studio(uri) de animație  | Data lansării | Durata       |
| --- | ------------ | ------------------------------------------------ | ------------------------ | --------------------------- | ------------------------- | ------------------------ | ------------- | ------------ |
| 27 | 1            | „Cei trei roboți: strategii de ieșire din criză” | Patrick Osborne          | John Scalzi                 | John Scalzi               | Blow Studio              | 20 mai 2022   | 10 minute    |
| Trei roboți intră într-o lume postapocaliptică și descoperă într-un periplu amețitor ultimele încercări ale umanității de a se salva.                                     |              |                                                  |                          |                             |                           |                          |               |              |
| 28 | 2            | „Călătoria nefastă”                              | David Fincher            | Andrew Kevin Walker         | Neal Asher                | Blur Studio              | 20 mai 2022   | 21 de minute |
| Eliberați tanapodul! Un membru al echipajului unei nave care navighează pe un ocean extraterestru încheie o înțelegere cu un monstru vorace din adâncuri.                 |              |                                                  |                          |                             |                           |                          |               |              |
| 29 | 3            | „Pulsația mașinii”                               | Emily Dean               | Philip Gelatt               | Michael Swanwick          | Polygon Pictures         | 20 mai 2022   | 16 minute    |
| După ce o misiune de explorare pe o lună a lui Jupiter se încheie dezastruos, o supraviețuitoare solitară trebuie să înceapă o călătorie periculoasă și halucinantă.      |              |                                                  |                          |                             |                           |                          |               |              |
| 30 | 4            | „Noaptea minimorților”                           | Robert Bisi și Andy Lyon | Robert Bisi și Andy Lyon    | Tim Miller și Jeff Fowler | Buck                     | 20 mai 2022   | 6 minute     |
| O partidă de sex revoltătoare într-un cimitir se termină prost, declanșând o epidemie mondială de zombi, în cea mai simpatică apocalipsă pe care o vei vedea vreodată.    |              |                                                  |                          |                             |                           |                          |               |              |
| 31 | 5            | „Echipa ucigașă”                                 | Jennifer Yuh Nelson      | Philip Gelatt               | Justin Coates             | Titmouse, Inc.           | 20 mai 2022   | 12 minute    |
| Forțele speciale americane sunt antrenate să neutralizeze orice amenințare, chiar și o mașinărie de ucis cibernetică creată de CIA. Arma lor secretă? Simțul umorului.    |              |                                                  |                          |                             |                           |                          |               |              |
| 32 | 6            | „Roiul”                                          | Tim Miller               | Philip Gelatt și Tim Miller | Bruce Sterling            | Blur Studio              | 20 mai 2022   | 16 minute    |
| Doi oameni de știință care studiază secretele unei entități extraterestre străvechi descoperă în curând prețul oribil al supraviețuirii într-un univers ostil.            |              |                                                  |                          |                             |                           |                          |               |              |
| 33 | 7            | „Șobolanii lui Mason”                            | Carlos Stevens           | Joe Abercrombie             | Neal Asher                | Axis Studios             | 20 mai 2022   | 9 minute     |
| Bun venit în apocalipsa șobolanilor! Fermierul Mason știe că are o problemă reală cu dăunătorii când aceștia încep să riposteze. La naiba!                                |              |                                                  |                          |                             |                           |                          |               |              |
| 34 | 8            | „Îngropați în încăperi boltite”                  | Jerome Chen              | Philip Gelatt               | Alan Baxter               | Sony Pictures Imageworks | 20 mai 2022   | 15 minute    |
| Într-un război modern cu zeii străvechi, o echipă a forțelor speciale având misiunea de a salva ostatici este prinsă într-o închisoare în care e închis un rău ancestral. |              |                                                  |                          |                             |                           |                          |               |              |
| 35 | 9            | „Jibaro”                                         | Alberto Mielgo           | Alberto Mielgo              | N/A                       | pinkman.tv               | 20 mai 2022   | 17 minute    |
| Un cavaler surd și o sirenă mitică sunt antrenați într-un dans mortal. O atracție fatală plină de sânge, moarte și comori.                                                |              |                                                  |                          |                             |                           |                          |               |              |

### Volumul 4 (2025)
| Nr. în serial | Nr. în sezon | Titlu                                     | Regizat de              | Scenariu adaptat de                                          | Bazat pe o poveste de | Studio(uri) de animație   | Data difuzării | Durata    |
| --- | ------------ | ----------------------------------------- | ----------------------- | ------------------------------------------------------------ | --------------------- | ------------------------- | -------------- | --------- |
| 36 | 1            | „Can't Stop”                              | David Fincher           | Muzica, versurile și interpretarea de: Red Hot Chili Peppers | N/A                   | Blur Studio               | 15 mai 2025    | 6 minute  |
| Dă volumul mai tare și ascultă un concert Red Hot Chili Peppers unic în lume. Dar există și câteva condiții.                                                     |              |                                           |                         |                                                              |                       |                           |                |           |
| 37 | 2            | „Întâlniri de gradul III cu Mini Kind”    | Robert Bisi & Andy Lyon | Scris de: Robert Bisi & Andy Lyon                            | N/A                   | Buck                      | 15 mai 2025    | 7 minute  |
| Au venit cu gânduri pașnice. Dar cum prima lor întâlnire cu pământenii merge prost, acești extratereștri minusculi sunt pregătiți să se răzbune.                 |              |                                           |                         |                                                              |                       |                           |                |           |
| 38 | 3            | „Păianjenul roz”                          | Jennifer Yuh Nelson     | Joe Abercrombie                                              | Bruce Sterling        | Blur Studio               | 15 mai 2025    | 17 minute |
| La marginea galaxiei, o femeie îndurerată visează să se răzbune. O poate ajuta un nou-venit adorabil să-și învingă dușmanii fără a-și pierde umanitatea?         |              |                                           |                         |                                                              |                       |                           |                |           |
| 39 | 4            | „Băieții de pe strada 400”                | Robert Valley           | Tim Miller                                                   | Marc Laidlaw          | Passion Animation Studios | 15 mai 2025    | 15 minute |
| Sunt zei? Sunt giganți? Acest grup de supraviețuitori știe doar că aceste ființe sunt mortale și că ar trebui să lase deoparte propriul război pentru a le opri. |              |                                           |                         |                                                              |                       |                           |                |           |
| 40 | 5            | „Celălalt lucru mare”                     | Patrick Osborne         | John Scalzi                                                  | John Scalzi           | AGBO                      | 15 mai 2025    | 9 minute  |
| Acest revoluționar blănos are planuri de a domina lumea. Are nevoie doar de un acolit cu degete opozabile.                                                       |              |                                           |                         |                                                              |                       |                           |                |           |
| 41 | 6            | „Golgotha”                                | Tim Miller              | Joe Abercrombie                                              | Dave Hutchinson       | Luma Pictures             | 15 mai 2025    | 10 minute |
| O rasă misterioasă de extratereștri acvatici a sosit pe Pământ și nu vor să fie duși să-i întâlnească pe șefii noștri.                                           |              |                                           |                         |                                                              |                       |                           |                |           |
| 42 | 7            | „Răgetul tiranozaurului”                  | Tim Miller              | Tim Miller                                                   | Stant Litore          | Blur Studio               | 15 mai 2025    | 15 minute |
| Într-o arenă orbitală, gladiatorii și dinozaurii se întrec într-o cursă mortală și înfruntă un nou adversar terifiant.                                           |              |                                           |                         |                                                              |                       |                           |                |           |
| 43 | 8            | „Cum a ajuns Zeke religios”               | Diego Porral            | J. T. Petty                                                  | John McNichol         | Titmouse                  | 15 mai 2025    | 15 minute |
| Într-o misiune periculoasă pe un teritoriu ostil, echipajul unui bombardier din Al Doilea Război Mondial întâlnește un inamic diabolic.                          |              |                                           |                         |                                                              |                       |                           |                |           |
| 44 | 9            | „Aparate inteligente, utilizatori proști” | Patrick Osborne         | John Scalzi                                                  | John Scalzi           | Aaron Sims Creative       | 15 mai 2025    | 8 minute  |
| De la termostate la periuțe de dinți și toalete, aceste aparate ultramoderne au ceva de spus despre nefericiții lor proprietari.                                 |              |                                           |                         |                                                              |                       |                           |                |           |
| 45 | 10           | „Târâș”                                   | Emily Dean              | Tamsyn Muir                                                  | Siobhan Carroll       | Polygon Pictures          | 15 mai 2025    | 14 minute |
| Londra, 1757. Satana luptă cu o pisică pentru sufletul unui poet ale cărui versuri l-ar ajuta să pună stăpânire pe Pământ.                                       |              |                                           |                         |                                                              |                       |                           |                |           |

## Primire
Pe site-ul Rotten Tomatoes, seria deține un rating de aprobare de 70% pe baza a 10 recenzii și un rating mediu de 6.66 /10.
Abby Robinson de la Digital Spy a catalogat seria ca fiind problematică în ceea ce privește portretizarea femeilor ca fiind în primul rând obiecte sexuale și victime ale traumei, marcând-o ca fiind "înrădăcinată ferm în trecut".  Scriind în The Daily Beast, Nick Schager a descris seria ca fiind un fel de "Black Mirror pentru mulțimea de referințe către jocuri video" și a lăudat emisiunea pentru "diversitatea sa, plină de violență, umor și o doză sănătoasă de senzualitate".  Într-o revizuire mai negativă, Ben Travers de la IndieWire a descris episoadele ca fiind "prea des hiper-masculine și semi-coapte" și a dat seriei un grad C, deși revizuirea s-a bazat doar pe 6 din cele 18 episoade.  Scriind pentru Wired, Peter Rubin a lăudat emisiunea și natura sa de împingere la limită a limitelor, spunând că "uneori, vrei doar să-l vezi pe Adolf Hitler sufocat de o grămadă de gelatină uriașă". Rubin și-a exprimat frustrarea față de aparenta "paradă nesfârșită a superoamenilor stoici și a femeilor care îi înșeală sau le scapă", observând că uneori se pare că Fincher și Miller au vizat seria ca un "subset deosebit de retrograd al fanilor genului".